# 魯爾·艾比奧爾
魯爾·艾比奧爾·托塔哈达（西班牙語：Raúl Albiol Tortajada；1985年9月4日—），西班牙足球運動員，司職中堅或防守中場，擅長用右腳，左腳亦相當可靠，具有不俗的控球能力。艾比奧爾擁有高大的身材，身手同樣敏捷，防守技術十分全面。

## 球員生涯

### 球會
艾比奧爾9歲的時候，他父親當時是華倫西亞自治區的一間小球會Benidorm CD的名宿，故艾比奧爾為Benidorm CD的少年隊踢球。那年，Benidorm CD的少年隊與華倫西亞的少年隊舉行了一場友誼賽。那場比賽，9歲的艾比奧爾成為了主角，憑著他出色的表現，被華倫西亞相中，加盟了華倫西亞自治區最大規模的球會。
艾比奧爾18歲的時候首次代表華倫西亞，在2003年9月24日參與歐洲足協盃對AIK蘇納的賽事。
在2004-2005球季外借至基達菲，並獲得甲組聯賽上陣機會。西甲處女作為2005年1月15日在基達菲主場1-1戰平馬德里體育會。他的第一個西甲入球更為首次參加西班牙最頂級聯賽的基達菲在主場以2 -1擊敗同區的西甲班霸皇家馬德里。外借至基達菲期間的出色表現，故2005年被華倫西亞收回。恰巧當時華倫西亞聘用了弗洛雷斯，弗洛雷斯正是上一賽季基達菲的教練。艾比奧爾與弗洛雷斯在基達菲共事一個賽季，弗洛雷斯對艾比奧爾的特性非常了解並對他充滿信心。
2005-2006及2006-2007兩個賽季。艾比奧爾伙拍當時世界最佳後衛艾耶拉，從中獲益不少。艾比奧爾更在2006-2007歐聯球季中，面對眾多世界頂級前鋒，憑上乘的防守技術，助華倫西亞打入八強，展現了無限的潛質，乃西班牙新生代中，其中一個擁有多次對戰世界頂級前鋒經驗的後衛。艾比奧爾得到極多的上陣機會，現時成為球隊主力球員。在2008年，艾比奧爾更成為球隊的副隊長。
2009年6月25日，皇家馬德里官方網站消息，球隊正式宣佈與華倫西亞達成協議。目前雙方均沒有透露轉會費，據西班牙國內媒體報導，皇馬將支付1500萬歐元。
2013年7月21日，艾比奧爾加盟意甲球會那不勒斯。
2019年7月4日，33岁的艾比奧爾回到了西班牙，与比利亚雷亚尔簽下三年的合約。

### 國家隊
在2007年10月13日首次彼上西班牙國家隊戰衣，該場比賽為歐洲國家盃外圍賽對丹麥的賽事，比賽最終以3-1獲勝。他更入選了2008年歐洲國家盃的名單，並且協助國家隊奪冠而回。
2010年世界杯足球赛，艾比奧爾同樣入選了國家隊，可是因傷沒有上陣。2012年歐洲國家盃，艾比奧爾入選國家隊但也未有機會上場。

## 榮譽
華倫西亞
- 西班牙盃冠軍（1次）：2008

比利亞雷阿爾
- 欧足联欧洲联赛冠軍：2020–21

西班牙
- 2008年歐洲國家盃冠軍
- 2010年世界杯足球赛冠軍